# Александар Зега
Александар Зега (Ново Село, 29. мај 1860 — Београд, 29. март 1928) био је истакнути српски хемичар. Бавио се аналитичком и органском хемијом, а посебну пажњу је посвећивао анализама минералних вода и животних намирница. Неко време је студирао и радио у Швајцарској, али је већину радова објавио и написао током рада и боравка у Србији.

## Биографија
Рођен је 1860. године у Новом Селу од родитеља Јелене и Косте који су били велепоседници. У свом родном месту завршио је основну школу, ниже разреде реалке похађао је у Панчеву, док је више разреде похађао у Бечу и Цириху. У Цириху је матурирао 1879. године. Био је један од добитника стипендије циришког кантона, што му је омогућило да настави са студијама хемије на Политехничкој школи и Циришком универзитету. Студирао је код Виктора Мајера и Лунгеа. Након положеног дипломског испита постао је асистент хемијске лабораторије код Мерца, на Циришком универзитету. Наредне четири године на овој позицији је учио и радио. Године 1885. одбранио је докторску дисертацију под називом „Über die Einwirkung des para-Toluidins auf Resorcin und Hydrochinon − über die Einwirkungdes Anilins auf Orcin”. У периоду од 1885. до 1886. године радио је као асистент код варошког хемичара Ота Крипера у Вуперталу.
Почетком 1887. године дошао је у Београд и том приликом је министру просвете упутио молбу за посао у средњој школи. Просветни савет је у фебруару 1887. године проценио да је Александар довољно квалификован за природне науке, а посебно хемију и хемијску технологију из којих области и предмета је положио и докторат, а након ког се показао и као добар самосталан радник.
У међувремену се вратио у Швајцарску где је добио посао асистента у хемијској пољопривредној станици. Нови посао је уједно био и разлог због чега је морао одбити позив за посао у гимназији у Пироту. Почетком 1888. године поново је тражио посао професора у средњој школи, али безуспешно, због чега је наставио да ради у Швајцарској све до 1891. године. Исте године се вратио у Београд на позив Београдске општине да оснује хемијску лабораторију. Из материјалних разлога Београдска општина није могла основати лабораторију па је Зега као општински хемичар радио у Државној хемијској лабораторији у периоду од 1891. до 1906. године. Зега је 1894. године конкурисао за место професора хемије и хемијске технологије на Великој школи, али је тада изабран Марко Леко. Као хонорарни управних хемијске лабораторије царинарнице на Сави радио је у периоду од 1906. до 1909. године. Почетком 1909. године Београдска општина је отворила своју лабораторију у којој је Зега радио све то почетка рата.
За време ратова бавио се анализом животних намирница и бунарских вода. Кратко је боравио у Ћуприји као избеглица, али се почетком 1916. године вратио у Београд где је уз дозволу окупатора успео да оспособи хемијску лабораторију за испитивање намирница. Током изградње београдског водовода проводио је дане са стручњацимаи радницима и радио је на корекцији свиххемијских и техничких недостатака. Такође, узимао је узорке из бунара и са филтова, а потом је вршио хемијске и бактериолошке анализе. Настојао је да редовно врши бактериолошке и хигијенске анализе узорака воде из Макиш, али и бунарске воде. Након ослобођења, а до 1922. године, радио је у Општинској хемијској лабораторији. Након тога прелази у Царинску лабораторију у којој је радио до 1925. године.
У новембру 1926. године је пензионисан, али и преведен у државну службу као шеф хемијске лабораторије у склопу Савске царинарнице. У марту 1927. године тешко болестан дефинитивно одлази у пензију. Преминуо је 29. марта 1928. године у Београду у својој 68. години.
Александар је објавио тридесетак научних и стручних радова у страним и домаћим часописима. Радови се базирају на области попут аналитичке и органске хемије, као и анализу воде и намирница. Многе методе које су коришћене у истраживању је усавршио и упростио.
Зега је био један од оснивача Српског хемијског друштва (1897), у периоду од 1907. до 1912. године је био потпреседник, а од 1912. до 1927. био је председник Друштва.
Био је активан спортиста и оснивач различитих спортских клубова попутː јахачки, клизачки, велосипедалски, борачки, итд. Забележено је да је био одличан стрелац, пливач, гимнастичар и мачевалац. У младости је компоновао, а добро је и свирао. Био је члан друштва „Душан Силни”.

## Радови
Радови се могу поделити у четири групеː радови из области аналитичке хемије, радови из области органске хемије, анализе животних намирница и анализе минералних вода.
Највећи број радова објавио је током рада у Државној хемијској лабораторији. Том приликом објавио је 38 радова.

### Радови из области аналитичке хемије
Током ових истраживања Зега је тежио ка проналаску метода за испитивање животних намирница, а које се могу изводити са простијом апаратуром и истовремено омогућити добијање резултата који би заводољили европске стандарде. Пронашао је много једноставнију методу за одређивање масних киселина лоја, масла, маргарина и свињске масти растворених у води са сумпорном киселином. На овај начин је дао микрометоду којом се избегава употреба рефрактометра. За време аустријске окупације, у импровизованој лабораторији је заједно са ћерком израдио једноставнију методу за одређивање масти у млеку, која је искључила употребу центрифуге. Описао је и методе за колориметријско одређивање гвожђа, одређивање вискозитета код минералних уља, одређивање потрошње калијум-перманганата у пијаћим водама и методе за испитивање ракије.
Показао је да се јодни број код масти и уља стајањем смањује и на тај начин је јодни број подвргао критици.

### Радови из области органске хемије
Овом облашћу се бавио још као студент на Кантоналном универзитету у Цириху. У лабораторији В. Мерца урадио је докторску тезу која се састојала из два делаː Über die Einwirkung des p-Toluidins auf Resorcin und Hydrochinon и Über die Einwirkung des Anilins auf Orcin. Рад је синтетичког карактера и том приликом Зега је из p-толуидина са резорцином или толуидином добио неколико једињења ароматичих амина из којих је касније изводио различите деривате.

### Анализе животних намирница
Зега је као општински хемичар обављао анализе животних намирница у Србији које су биле непознате у Европи. За ове намирнице није постојао стандард па је Зега резултате својих истраживања објављивао у немачким часописима. Значајни су радови који обухватају проучавања млечних производа од којих већина није била позната у средњој Европи, попутː српски посни сир, српски сир, манур, кајмак и качкаваљ. Забележена су и испитивања хлеба, кукуруза, поврћа попут пасуља, патлиџана, грашка, бамња, разних гљива, итд. Од пића је испитивао анисонку, ракију и водњику.

### Анализе минералних вода
Минералне воде је анализирао сам или у сарадњи са М. Николићем. Двадесет и две анализе објављене су 1902. године. Неке од анализа укључују миниралне воде у Младеновцу (1900), коју је сам анализирао. Заједно са М. Николићем анализирао је воде у местима попутː Рибарска Бања (1899), Врњачка Бања (1900), Александровац (1904), Брђани (1904), Ивањица (1904), Трепчањска Бања (1904), Буци (1905), Луково (1905), Жарево (1905), Велика Врбница (1905), Ђака (1905).

### Остали радови
Осим хемијских анализа, Зега је вршио и бактериолошке анализе и из ове области је објавио два радаː „О једној хромогеној бактерији” и рад о конструисаном апарату за узимање проба воде за потребе касније бактериолошке анализе.

## Одликовања
Одликован је лентом „За част и верност”, сребрном споменицом „Душан Силни” и златном медаљом „Најбољем витезу”. Године 1921, на прослави тридесетогодишњице његовог рада одликован је Орденом Светог Саве 3. степена од стране Министарства просвете.